# Hollywood Beat
Hollywood Beat  è una serie televisiva statunitense in 14 episodi trasmessi per la prima volta nel corso di una sola stagione nel 1985.
È una serie del genere drammatico incentrata sulle vicende dei due poliziotti infiltrati Nick McCarren e Jack Rado che si servono di una ragnatela di informatori per risolvere omicidi ed altri casi. Tra questi vi sono Billy, un nativo americano che gestisce un'edicola, Lita, donna gay che gestisce un sexy bar, e Lady Di. La serie cercò di ricalcare Miami Vice ma non riscosse il seguito del pubblico e fu annullata dopo 14 episodi prodotti.

## Personaggi e interpreti
- Detective Nick McCarren (14 episodi, 1985), interpretato da Jack Scalia.
- Detective Jack Rado (14 episodi, 1985), interpretato da Jay Acovone.
- George Grinsky (14 episodi, 1985), interpretato da John Matuszak.
- Capitano Wes Biddle (14 episodi, 1985), interpretato da Edward Winter.
- Cantante (2 episodi, 1985), interpretato da Deborah Ludwig Davis.

## Produzione
La serie fu prodotta da Aaron Spelling Productions (con Aaron Spelling come produttore esecutivo) e girata a Los Angeles in California.

### Registi
Tra i registi della serie sono accreditati:
- Charlie Picerni in 4 episodi (1985)
- James L. Conway in 2 episodi (1985)

## Distribuzione
La serie fu trasmessa negli Stati Uniti dal 21 settembre 1985 al 23 novembre 1985 sulla rete televisiva ABC. In Italia è stata trasmessa su Canale 5.
Alcune delle uscite internazionali sono state:
- negli Stati Uniti il 21 settembre 1985 (Hollywood Beat)
- in Francia (Flics à Hollywood)
- in Spagna (El pulso de Hollywood)
- in Italia (Hollywood Beat)

## Episodi
| Stagione       | Episodi | Prima TV USA |
| -------------- | ------- | ------------ |
| Prima stagione | 14      | 1985         |